# Szurdok-tó
A Szurdok-tó (románul: Lacul Surduc) mesterséges tó, víztározó (gyűjtőtó) Romániában, a Ruszka-havas északnyugati részén. Temes megyében, Ferde község közigazgatási területén fekszik. Nevét a közeli Kisszurdok településről kapta. Az 530 hektáros, 51 millió köbméteres víztömeg biztosítja a mintegy 100 km-re fekvő Temesvár és környéke vízellátását.

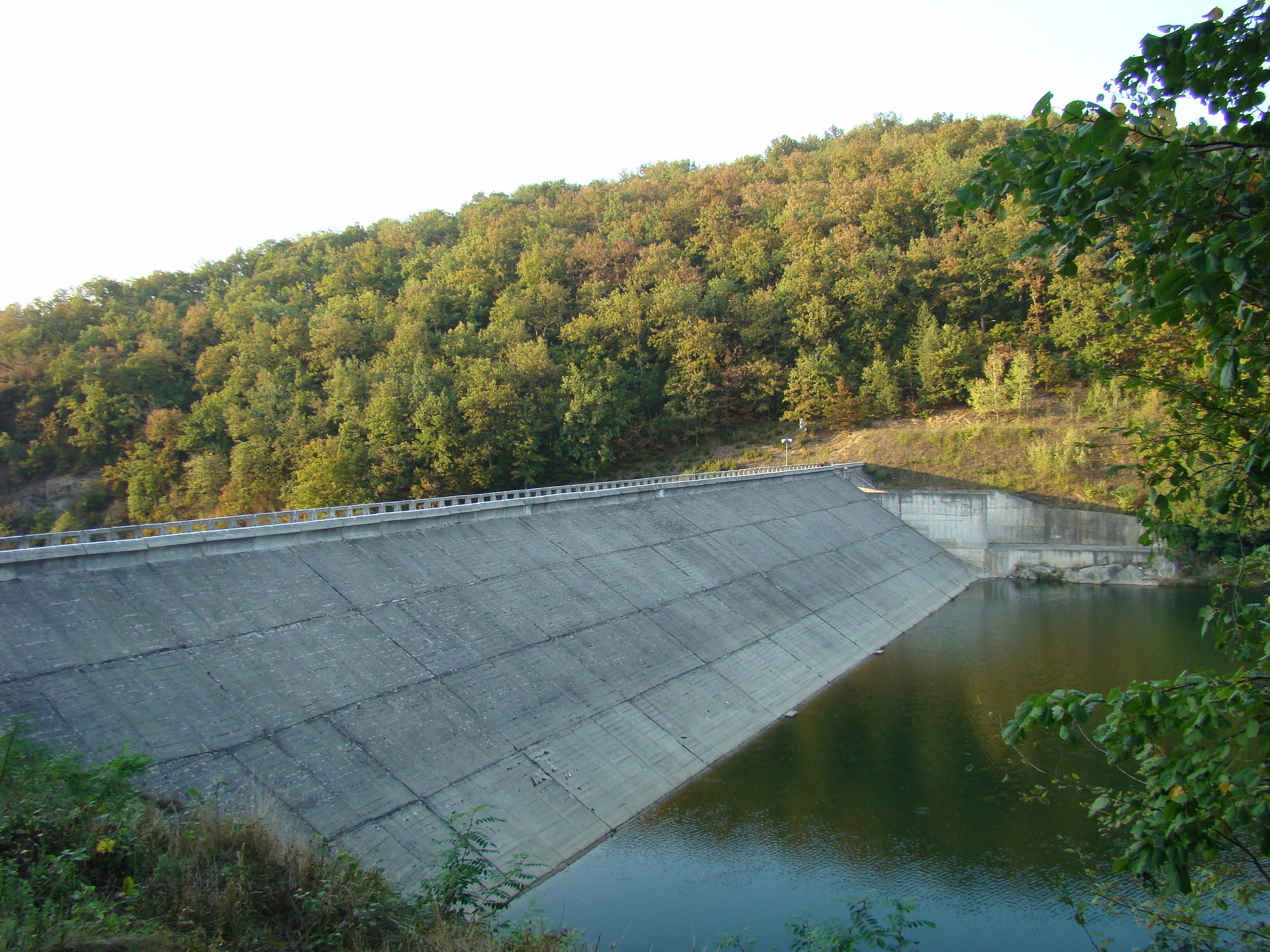
A völgyzáró gát

## Történelem
A völgyzáró gát 1972 és 1976 között épült. 36 m magas, a gátkorona 130 m hosszú. A töltést védő beton vastagsága a gát lábánál 60 cm, a gátkoronánál 30 cm. A terepadottságok különlegesen jó hatékonyságot tesznek lehetővé: a visszatartott víztömeg és a gát térfogatának aránya 417 m² víz / 1 m³ gát.

## Turizmus
Kedvelt idegenforgalmi célpont: hajókázásra, napozásra, gyalogos és kerékpáros túrázásra van lehetőség. Lehet csónakot és vízibiciklit bérelni, illetve horgászok és a vízisportok kedvelői is látogatják. A turistákat kemping, illetve panziók, nyaralóházak várják. Ugyanakkor sok az illegálisan épült nyaraló is. Az idegenforgalmi potenciált mindezekkel együtt kiaknázatlannak tartják.